# Приозерне (Алтинсаринський район)
Приозе́рне (каз. Приозерный) — село у складі Алтинсаринського району Костанайської області Казахстану. Входить до складу Великочураковського сільського округу.
Населення — 251 особа (2021; 464 у 2009, 996 у 1999, 1247 у 1989).